# Beiaardtoren Bunschoten-Spakenburg
De beiaardtoren Bunschoten-Spakenburg werd gebouwd in 1985 ter gelegenheid van het 600-jarig bestaan van de Nederlandse stad Bunschoten, dat in 1983 werd gevierd.

## Beschrijving
De beiaardtoren is een vrijstaande klokkentoren op de hoek van de Broerswetering en de Spuistraat. De toren kon in 1985 worden gebouwd dankzij de giften van de Bunschoter ondernemers ter gelegenheid van de viering van het 600-jarige bestaan van de stad Bunschoten twee jaar daarvoor. De toren is 23 meter hoog. Het carillon telde aanvankelijk 42 klokken, die werden gegoten door de klokkengieterij Eijsbouts in Asten. In de jaren negentig van de 20e eeuw werd het carillon verder uitgebreid met vijf klokken, die gegoten werden door de klokkengieterij Petit & Fritsen in Aarle-Rixtel. Het bereik van het carillon is vier octaven met uitzondering van Cis2 en Dis2.
Elk halfuur wordt er computergestuurd een volksliedje gespeeld. Daarnaast zijn er twee vaste beiaardiers, die wekelijkse beiaardconcerten verzorgen. Aanvankelijk waren dat de beiaardiers Ineke Beijen Bakker en Bob Vuijk, die inmiddels zijn opgevolgd door Mathieu Daniel Polak en Bauke Reitsma.Sinds juli 2017 is Bauke Reitsma opgevolgd door André Kukolja.